# Photolithographie (imprimerie)
Pour les articles homonymes, voir Photolithographie (homonymie).

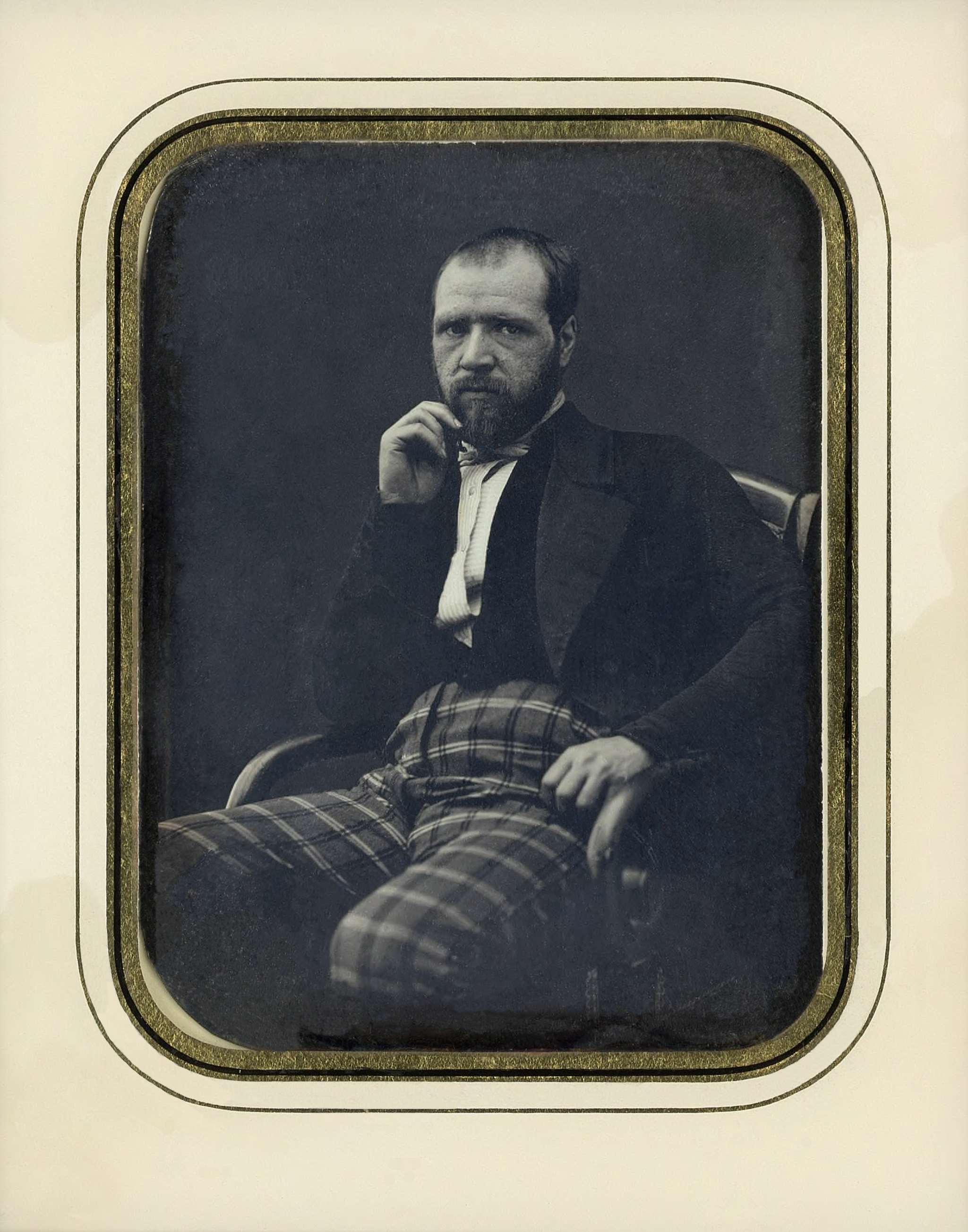
Alphonse Poitevin, un des inventeurs du procédé. Autoportrait

En imprimerie, la photolithographie est le procédé mis au point au milieu du XIXe siècle qui permet le transfert d’une photographie sur une pierre calcaire recouverte d'une couche sensible. Cette pierre sert ensuite à l’impression lithographique. Cette même technique est utilisée sur plaque métallique flexible pour l’impression offset.
Alphonse Poitevin réussit à mettre au point et à faire breveter en 1855 un procédé, qu'il baptisa du nom de « photolithographie », qui permettait de transférer une image photographique sur une pierre lithographique d'une manière plus simple et plus rapide que ne le permettaient d'autres procédés dus à des inventeurs français dans les quinze années précédentes, ce qui ouvrait la voie à une exploitation industrielle. Il chercha d'abord à exploiter son procédé lui-même, mais dès octobre 1857 il vendit son brevet et son atelier à l'imprimeur-lithographe Joseph-Rose Lemercier.